# Quatliam
Quatliam ist eine Ortschaft in Afghanistan. Sie liegt im Distrikt Char Darah.

## Geschichte
Im Zuge der Operation Halmazag im November 2010 sollte in der Nähe des Dorfes ein Außenposten errichtet werden. Stellungen der Taliban in der Ortschaft wurden dabei wie auch Stellungen im Nachbardorf Isa Khel von Kampfflugzeugen bombardiert, von 500 Soldaten, darunter dem deutschen Ausbildungs- und Schutzbataillon Kunduz, und Polizisten angegriffen und schließlich besetzt. In den folgenden vier Tagen kam es zu heftigen Gefechten, als Taliban versuchten die Ortschaft wiederzuerobern.
Die Kämpfe, wie auch das Versprechen einer schnellen Asphaltierung der Hauptverkehrsstraße und ein Anschluss ans Stromnetz, waren Teil der Strategie (FM 3-24 Counterinsurgency), die mit der Kommandoübernahme von David Petraeus im Krieg in Afghanistan seit 2001 praktiziert wurde.